# Adele Marcus
Pour les articles homonymes, voir Marcus.
Adele Marcus, née le 22 février 1906 à Kansas City (États-Unis) et morte à New York le 3 mai 1995, est une pianiste américaine d'origine russe.

## Biographie
Adele Marcus étudie avec Josef Lhévinne dont elle deviendra l'assistante et Artur Schnabel. En 1928, elle est lauréate du Prix de la Fondation Walter-W.-Naumburg (en).
De 1954 à 1990, elle a enseigné à la prestigieuse Juilliard School de New York et est considérée comme l'une des pédagogues les plus réputées de la deuxième partie du XXe siècle.
Elle eut notamment comme élèves : Agustin Anievas (en), Tzimon Barto (de), Enrique Bátiz, Jeffrey Biegel, David Brunell, Anthony Byrne (en), Sergio Calligaris, Cy Coleman, Deniz Arman Gelenbe, Horacio Gutiérrez, Stephen Hough, Byron Janis, Norman Krieger, Beata Moon (en), Pascal Nemirovski, Jon Kimura Parker (en), Güher Pekinel et Süher Pekinel, Santiago Rodríguez, Thomas Schumacher, Pía Sebastiani, Neil Sedaka, Jeffrey Swann (en), Emma Tahmizian...

## Livres
- Great Pianists Speak with Adele Marcus (Neptune, NJ: Paganiniana Publications, 1979)

## Entretiens
- James W. Bastien, "An Interview with Adele Marcus," How to Teach Piano Successfully (San Diego, CA: Kjos, 1977), 447-52;
- Dean Elder, "Adele Marcus on Technique," Clavier 11/9 (septembre 1972): 12-23, 25-29;
- Dean Elder, "Adele Marcus: World Class Teacher," Clavier 22/5 (May/June 1983): 12-16;
- Ylda Novik, "On Being a Musician and a Woman: A Conversation with Adele Marcus, Claudette Sorel, and Anne Koscielny," Clavier 15/2 (February 1976): 10-13.